# Sakartvelos tasi 2017
La Sakartvelos tasi 2017 (in georgiano საქართველოს თასი 2017?), nota anche come Coppa David Kipiani 2017, fu la 28ª Coppa di Georgia di calcio.
La competizione è iniziata il 2 marzo 2017 e si è conclusa il 2 dicembre 2017 con la finale. Il Torpedo Kutaisi era la squadra detentrice del trofeo. Il Chikhura Sachkhere ha vinto il trofeo per la prima volta nella sua storia, sconfiggendo in finale il Torpedo Kutaisi dopo i tiri di rigore.

## Primo turno
| Squadra 1                | Risultato       | Squadra 2        |
| ------------------------ | --------------- | ---------------- |
| 2 marzo 2017             |                 |                  |
| Odishi 1919 Zugdidi II   | 0 - 4           | Zana Abasha      |
| Samgurali II             | 4 - 1           | Imereti Khoni II |
| FC Lesitchine            | 3 - 0           | Dinamo Batumi II |
| Mach'akhela Khelvachauri | 3 - 2           | Egrisi Senaki    |
| Alazani                  | 0 - 1           | Abuli            |
| Sinatle FC               | 6 - 0           | Meskheti         |
| Liakhvi Achabeti         | 6 - 1           | Sarti            |
| Dinamo Sukhumi           | 2 - 1           | STU Tbilisi      |
| FC Voyage Tbilisi        | 3 - 2           | Racha            |
| Hereti Tchabukiani       | 2 - 2 (7-6 dcr) | FC Tori Borjomi  |
| 35-e Skola               | 2 - 1           | Tbilisi          |
| Saburtalo Tbilisi II     | 1 - 0           | Iberia Tbilisi   |

## Secondo turno
| Squadra 1                | Risultato       | Squadra 2              |
| ------------------------ | --------------- | ---------------------- |
| 6 marzo 2017             |                 |                        |
| Real Varketili           | 3 - 1           | Liakhvi Tskhinvali     |
| Gareji Sagarejo          | 4 - 2           | Sinatle FC             |
| Kolkhi                   | 5 - 0           | Iveria Khashuri        |
| Tskhumi Sukhumi          | 0 - 2 (dts)     | Gori                   |
| WIT Georgia II           | 1 - 2           | Algeti                 |
| Kojaeli                  | 0 - 7           | Saburtalo Tbilisi II   |
| FC Voyage Tbilisi        | 0 - 4           | Gardabani              |
| Rustavi II               | 1 - 3           | Lokomotivi Tbilisi II  |
| Telavi                   | 2 - 0           | Chkherimela Kharagauli |
| Hereti Tchabukiani       | 1 - 6           | Norchi Dinamoeli       |
| Abuli                    | 1 - 4           | Dinamo Sukhumi         |
| Mark Stars               | 3 - 0           | Borjomi                |
| Liakhvi Achabeti         | 1 - 1 (5-3 dcr) | 35-e Skola             |
| Aragvi Dusheti           | 0 - 4           | Shevardeni-1906        |
| Lazika Zugdidi           | 0 - 1           | Imereti Khoni          |
| Zana Abasha              | 0 - 0 (0-3 dcr) | Samegrelo              |
| Samgurali II             | 5 - 2           | Sulori Vani            |
| Mertskhali Ozurgeti      | 1 - 2 (dts)     | Margveti Zest'aponi    |
| Mach'akhela Khelvachauri | 2 - 3           | Betlemi                |
| Torpedo Kutaisi II       | 1 - 2 (dts)     | Chiatura               |
| Salkhino Martvili        | 0 - 2           | Sapovnela              |
| Sairme                   | 1 - 2 (dts)     | Squri                  |
| FC Lesitchine            | 1 - 0           | Khikhani               |
| Bakhmaro                 | 1 - 1 (3-5 dcr) | K'olkheti Khobi        |

## Terzo turno
| Squadra 1             | Risultato   | Squadra 2            |
| --------------------- | ----------- | -------------------- |
| 10 marzo 2017         |             |                      |
| Samegrelo             | 2 - 0       | Margveti Zest'aponi  |
| Real Varketili        | 1 - 2 (dts) | Gori                 |
| Sapovnela             | 1 - 0       | Mark Stars           |
| Lokomotivi Tbilisi II | 2 - 3 (dts) | Algeti               |
| Chiatura              | 2 - 0       | Telavi               |
| K'olkheti Khobi       | 0 - 1       | Imereti Khoni        |
| FC Lesitchine         | 1 - 0 (dts) | Dinamo Sukhumi       |
| Gareji Sagarejo       | 4 - 0       | Saburtalo Tbilisi II |
| Liakhvi Achabeti      | 0 - 1       | Squri                |
| Gardabani             | 3 - 4       | Norchi Dinamoeli     |
| 11 marzo 2017         |             |                      |
| Shevardeni-1906       | 2 - 0       | Betlemi              |
| Samgurali II          | 2 - 1       | Kolkhi               |

## Sedicesimi di finale
| Squadra 1           | Risultato       | Squadra 2              |
| ------------------- | --------------- | ---------------------- |
| 15 marzo 2017       |                 |                        |
| Gagra               | 2 - 0           | Meshakht'e T'q'ibuli   |
| Norchi Dinamoeli    | 1 - 0           | Lok’omot’ivi Tbilisi   |
| K'olkheti-1913 Poti | 1 - 0           | Dinamo Batumi          |
| Zugdidi             | 3 - 2 (dts)     | Tskhinvali             |
| Sapovnela           | 0 - 2           | T'orp'edo Kutaisi      |
| FC Lesitchine       | 0 - 7           | Chik. Sachkhere        |
| Algeti              | 0 - 2           | Dinamo Tbilisi         |
| Samgurali II        | 0 - 4           | Dila Gori              |
| Gareji Sagarejo     | 0 - 1           | Imereti Khoni          |
| Squri               | 1 - 3           | Sioni Bolnisi          |
| Gori                | 1 - 1 (7-6 dcr) | Shukura Kobuleti       |
| Chiatura            | 1 - 4 (dts)     | Samgurali Ts'q'alt'ubo |
| Samegrelo           | 1 - 1 (4-6 dcr) | Guria Lanchkhuti       |
| WIT Georgia         | 1 - 2           | Samt'redia             |
| Rustavi             | 1 - 0           | Merani Mart'vili       |
| Shevardeni-1906     | 3 - 0           | Saburtalo Tbilisi      |

## Ottavi di finale
| Squadra 1              | Risultato       | Squadra 2           |
| ---------------------- | --------------- | ------------------- |
| 25 aprile 2017         |                 |                     |
| Rustavi                | 3 - 2           | Zugdidi             |
| Imereti Khoni          | 1 - 0           | Sioni Bolnisi       |
| Dila Gori              | 1 - 0           | K'olkheti-1913 Poti |
| Gagra                  | 0 - 2           | Chik. Sachkhere     |
| 26 aprile 2017         |                 |                     |
| Samgurali Ts'q'alt'ubo | 0 - 2           | Dinamo Tbilisi      |
| Gori                   | 0 - 0 (3-4 dcr) | Norchi Dinamoeli    |
| Shevardeni-1906        | 2 - 0           | Guria Lanchkhuti    |
| T'orp'edo Kutaisi      | 2 - 0           | Samt'redia          |

## Quarti di finale
| Squadra 1         | Risultato       | Squadra 2         |
| ----------------- | --------------- | ----------------- |
| 12 settembre 2017 |                 |                   |
| Imereti Khoni     | 2 - 2 (6-4 dtr) | Norchi Dinamoeli  |
| Shevardeni-1906   | 1 - 2           | T'orp'edo Kutaisi |
| 13 settembre 2017 |                 |                   |
| Chik. Sachkhere   | 3 - 0           | Dila Gori         |
| Rustavi           | 0 - 0 (0-3 dtr) | Dinamo Tbilisi    |

## Semifinali
| Squadra 1         | Risultato       | Squadra 2       |
| ----------------- | --------------- | --------------- |
| 1º novembre 2017  |                 |                 |
| Imereti Khoni     | 0 - 5           | Chik. Sachkhere |
| T'orp'edo Kutaisi | 0 - 0 (5-4 dtr) | Dinamo Tbilisi  |

## Finale
| Arbitro: | Jener Khorava |

|                                                         |                      |                                                         |
| Ganugrava Tskhadadze Tatanashvili Gorgiashvili Gabedava | Tiri di rigore 4 – 3 | Kutalia Tabatadze Babunashvili K'vaskhvadze Kukhianidze |